# Julian Assange
Julian Paul Assange (IPA: [əˈsɑːnʒ], Magnetic Island, Townsville, 1971. július 3. –) ausztrál újságíró, kiadó, internetes aktivista. Leginkább a WikiLeaks főszerkesztőjeként és szóvivőjeként ismert. Korábban programozóként dolgozott. Számos országban élt, több előadást tartott a sajtószabadságról, cenzúráról és oknyomozó újságírásról.
2021. december 10-én egy brit bíróság úgy döntött, hogy Assange kiadatható az Egyesült Államoknak, hogy bíróság elé álljon. A brit börtönből végül 2024. június 24-én szabadult, miután beleegyezett, hogy bűnösnek vallja magát egy vádpontban az Egyesült Államokban, amiért cserében szabadon maradhat.

## Élete
Julian Assange szülei egy vándorcirkuszt üzemeltettek. Gyermekéveit Byron Bay közelében töltötte, ami az alternatív művészek központja volt. Később a család Magnetic Islandre, pontosabban Ausztrália Queensland államában lévő Townsville-be költözött. Szülei válása után édesanyjánál nőtt fel, aki 1979-ben feleségül ment egy zenészhez. Ebből a házasságból Assange-nak van egy féltestvére. Az újabb válás után Assange anyja vándorolt, filmrendezőként tevékenykedett és időről-időre menekültek egy szekta, valamint a második férj elől, emiatt a két gyerekkel gyakran változtatták lakhelyüket (50 településen laktak), a gyerekek gyakran váltogatták az iskoláikat (37 iskola), időnként magántanulók voltak.
Később Assange matematikát és fizikát hallgatott a Melbourne-i Egyetemen, de nem fejezte be tanulmányait. Amikor az egyetem matematika kara egy szerződés keretein belül az amerikai hadsereggel egy tanulmányt állított fel, hogy a beiktatott katonai csapatszállítóknak és buldózereknek meg kellene reformálni az eljárási jogkörét, Assange tiltakozásul ezt „gyilkológépek optimalizálásának” nevezte.
Első programozói tapasztalatait Assange egy Commodore 64-es számítógépen szerezte, 1987-ben szert tett egy internetelosztóra is. ,,Mendax" (latinul: nemes hazudozó) álnév alatt kezdte el hacker-tevékenységeit. Ő és további két hacker alapítottak egy csoportot, amely a „International Subversives” nevet viselte. Ezen tevékenységük vezetett ahhoz, hogy az Ausztrál Szövetségi Rendőrség 1991-ben melbourne-i házában razziát tartott. 1992-ben Julian Assange-t 24 rendbeli illegális hackerkedés vádjával bűnösnek találták, és a bíróság 2100 ausztrál dollár befizetésére kötelezte és próbaidőre bocsátotta. 1995-ben Assange megírta első szabad szoftverét, Strobe névvel.
Hacker tevékenységeivel egyidőben ismerte meg későbbi feleségét. 1989-ben összeköltöztek és született egy fiuk.  1991-ben elváltak. 1999-ben egy egyéves jogi vita után Assange és anyja, Christine elérték a gyermek anyjával szemben a közös gondviselést.
2006-tól a WikiLeaks-szel foglalkozott. Állítása szerint interneten kereste a megélhetéshez szükséges pénzt és ezért tud a WikiLeaks-ért fizetés nélkül dolgozni. A WikiLeaks-szel kapcsolatos munkája során többször letartóztatták, kihallgatták, cenzúrázták és beperelték, mindezt eredménytelenül.
Assange felmondta szoros kapcsolatát Daniel Domscheit-Berggel 2010 augusztusában egy csevegőszobában. Domscheit-Berg kinyilvánította hozzávetőleges kritikáját a WikiLeaks munkafelépítésével kapcsolatban: egy erős szerkezetet akart, egy irodát, fizetett alkalmazottakat. Erről nyíltan akart beszélni. Később ezt a kritikáját egy könyvben is megfogalmazta, A letiltott önéletrajz címen (a könyv címében azért szerepel a letiltott szó, mert Assange nem akarta megjelentetni a könyvet, ám a története elmeséléséért kapott pénzét már elköltötte, így a Canongate Books megjelentette a könyvet).

## Munkássága
Assange 2006-ban alapította a WikiLeakset, jelenleg is a tanácsadó testület tagja. Tett közzé anyagot a kenyai ítélet nélküli kivégzésekről, amiért 2009-ben Amnesty International Media Awarddal tüntették ki; a 2006-os elefántcsontparti egészségügyi krízisről, melynek során egy svájci cég hajója szennyező anyagot öntött a tengerbe Abidjan kikötőjében; közölt le anyagot a szcientológiai egyház kézikönyveiről, a Guantánamói-öböl-beli fogolykínzásokról és bankokkal kapcsolatos botrányokról (Kaupthing, Julius Baer). 2010-ben az amerikai hadsereg afganisztáni és irak elleni háborújáról tett közzé titkosított dokumentumokat. 2010. november 28-án a WikiLeaks öt médiabeli partnerével együtt titkos amerikai diplomáciai üzeneteket tett közzé. A Fehér Ház Assange tevékenységét meggondolatlannak és veszélyesnek nevezte.
A WikiLeaksszel kapcsolatos munkásságáért Assange 2008-ban megkapta a The Economist Freedom of Expression díját, 2010-ben pedig a Sam Adams Awardot. Az Utne Reader a világot megváltoztató 25 személy közé sorolta, a New Statesman pedig a 23. helyre tette a világ 50 legbefolyásosabb embere listáján.

## Vádak, politikai menekültként
2010. november 30-án svéd kérésre az Interpol felvette a körözött személyek listájára, nemi erőszakkal kapcsolatos vádakkal akarták kihallgatni. Assange december 7-én önként jelentkezett a londoni rendőrségen. Az ellene felhozott vádakat tagadta. 2019 végén a svéd bíróságok ejtették a vádakat.
2012 és 2019 között az ecuadori nagykövetségen élt Londonban, politikai menekültként. Miután a WikiLeaks kiadott információkat az ecuadori elnök, Lenín Moreno korrupciós ügyéről, az ecuadori elnök bejelentette, hogy Assange-nak távoznia kell a nagykövetségről, amelyet követően a brit rendőrség letartóztatta. 50 hét börtönre ítélték. Az Egyesült Államok Legfelsőbb Bírósága kémkedés vádja alatt eljárást indított Assange ellen, amelyet többek között a Washington Post és a New York Times is kritizált. 2021 elején a kiadatása ellen döntöttek Nagy-Britanniában öngyilkosság esély miatt, ezért a londoni Belmarsh börtönben maradt. 2019 áprilisától 2024 júniusáig itt élt.
2021. december 10-én egy brit bíróság úgy döntött, hogy Assange kiadatható az Egyesült Államoknak, hogy bíróság elé álljon. Assange fellebbezett a döntés ellen. 2024 márciusában a bíróság elhalasztotta a döntést, hogy biztosítékot kapjon az Egyesült Államoktól arra nézve, hogy Assange-t nem fogják kivégezni.
2024 júniusában öt év vizsgálati fogságot követően hazatérhetett Ausztráliába, miután vádalkut kötött az Egyesült Államokkal,  amelynek keretében Julian Assange elismerte bűnösségét nemzetvédelmi dokumentumok megszerzésére és nyilvánosságra hozatalára szőtt összeesküvésben, és ennek nyomán az eljáró amerikai bíróság 62 havi − vagyis a londoni kiadatási őrizetben töltött idővel megegyező időtartamú − szabadságvesztésre ítélte, és a büntetést így letöltöttnek nyilvánította.

## Magyarul megjelent művei
- David Leigh–Luke Harding: WikiLeaks-akták. Julian Assange háborúja a titkosítás ellen; Geopen, Budapest, 2011
- A letiltott önéletrajz. A WikiLeaks-alapító története; ford. Medgyesy Zsófia, utószó Marczali Ferenc; TranzPress Könyvek, Budapest, 2013